# Етиго (хребет)
Етиго (на японски: 富士山, Етиго саммяку) е планински хребет в Япония, разположен в централната част на остров Хоншу. Ограничава от югоизток равнината Етиго. Простира се от югозапад на североизток на протежение около 170 km. Най-високата точка е вулканът Сиране (2176 m), издигащ се в крайната му югозападна част. Изграден е предимно от гранити и фулканични скали, а склоновете му са силно разчленени от дълбоки речни долини. От него водят началото си реките Тоне (влива се в Тихия океан) с десния си приток Агацума, Уоно и Тадами, притоци съответно на Синано и Агано, вливащи се в Японско море. На височина до 1000 m преобладават широколистни гори, нагоре следват иглолистни, а върховете са заети от храсталаци и пущинаци.